# Jan Vaník
Jan Vaník (7. května 1891 Praha – 12. června 1950) byl český fotbalista, československý reprezentant.

## Sportovní kariéra
Za československou reprezentaci odehrál v letech 1920–1925 12 utkání a vstřelil 10 gólů, z toho čtyři v jediném zápase, s Jugoslávií roku 1921. Nastoupil v historickém prvním oficiálním reprezentačním utkání – také s Jugoslávií, na olympijských hrách v Antverpách roku 1920, a vstřelil v něm hattrick (hrál již i na tzv. Pershingově olympiádě v Paříži roku 1919, utkání zde sehraná však později neuznaly všechny zúčastněné strany, a tak nejsou oficiální). Byl u předválečných zárodků "železné Sparty", hrál v ní od roku 1910 a do začátku 1. světové války, do níž musel narukovat, za ni nastřílel 449 gólů v pouhých 247 zápasech (v novodobých poměrech sotva opakovatelný průměr 1,81 gólu na zápas). Jenže na frontě utrpěl vážné zranění, měl prostřelenou ruku a zdálo se, že již není perspektivním hráčem – roku 1916 ze Sparty proto odešel. Sáhla po něm konkurenční Slávia Praha a neprohloupila – Vaník se stal pilířem mužstva, které roku 1925 po dlouhých letech prolomilo hegemonii Sparty a získalo mistrovský titul (shodou okolností 1. oficiální československý – neboť ligu prvně organizovala jednotná celostátní Československá footballová asociace a nikoli Český svaz footballový či Středočeská župa jako v minulosti, navíc byl toho roku zaveden profesionalismus). Vaník se v této sezóně stal i nejlepším střelcem ligy se 13 brankami. Tituly má tři: 1925 československý se Slávií, 1912 český se Spartou a 1918 středočeský se Slávií. Český sportovní novinář a historik Zdeněk Šálek o něm napsal: "Vynikající technik, jedinečný střelec přímých kopů přes zeď. Uměl hrát na velkém prostoru, byl obávaným střelcem falšovaných míčů."

## Ligová bilance
První ligové utkání: 1.3.1925 SK Libeň-Slavia Praha 3:9
První ligová branka: 1.3.1925 SK Libeň-Slavia Praha 3:9
Poslední ligová branka: 28.9.1925 Slavia Praha-SK Libeň 5:1
Poslední ligové utkání: 28.9.1925 Slavia Praha-SK Libeň 5:1
| Ročník                      | Zápasy | Góly | Klub            |
| --------------------------- | ------ | ---- | --------------- |
| Asociační liga 1925         | 8      | 13   | SK Slavia Praha |
| Středočeská 1. liga 1925/26 | 3      | 6    | SK Slavia Praha |
| CELKEM 1. liga              | 11     | 19   |                 |